# Grito da Véia
Grito da Véia é um bloco carnavalesco criado em 2004 no bairro da Boa Vista, no Recife.
Foi criado pelo economista, professor e escritor  Jacques Ribemboim, diretor da ONG Civitate, com o certificado de compensação para emissões de carbono.
Seu mote é a revitalização dos prédios da Boa Vista.
É o primeiro bloco carnavalesco ambientalmente sustentável.

## Desfile
O bloco desfila no sábado anterior ao sábado do carnaval, apenas pelas ruas do bairro da Boa Vista, sem carros alegóricos, sem carro de som, apenas com orquestra acústica e os foliões, que acompanham seu estandarte.
Durante a pandemia de Covid-19 houve recesso no desfile em 2021 e 2022, retomando novamente em 2023.